# Lycée français Alexandre-Dumas de Moscou
Le Lycée Français Alexandre Dumas de Moscou (russe : Французский лицей в Москве) est l'école internationale française du district de Krasnoselsky, district administratif central, Moscou, Russie.
Il est directement géré par l'Agence pour l'enseignement français à l'étranger (AEFE), un organisme du gouvernement français. Il dessert les classes de la 6ème à la Terminale.